# Enrique Hauser y Neuburger
Enrique Hauser y Neuburger   (Gibraltar, 9 d'octubre de 1866 - 27 d'abril de 1943) va ser un enginyer espanyol.

## Biografia
El seu pare, Phillipp Hauser Kobler, era un jueu d'origen hongarès, de professió metge i la seva mare, Pauline Neuburger Oppenheimer, era de família jueva i procedència alemanya. Després de passar la seva joventut a Gibraltar, Cadis i Sevilla, va estudiar a Madrid, en la Escola d'Enginyers de Mines,i a Londres;tornaria en 1889 a Espanya. Va treballar com a enginyer elèctric en la instal·lació del primer tramvia Bilbao-Santurtzi. Va ser inspector general del Cos d'Enginyers de Mines. A més va ser president del Consell de Mineria i professor cap del Laboratori Químic Industrial de l'Escola de Mines i de la seva secció de Recerques Científiques, president de la Comissió del Grisú i president de la Societat Espanyola de Física i Química.
Va ser acadèmic de nombre de la Reial Acadèmia de Ciències Exactes, Físiques i Naturals des de 1910 amb la medalla 10, institució de la que en seria a més tresorer.
Seria a més membre de diverses societats científiques nacionals i estrangeres. Va obtenir una medalla d'or, el 1929, per la Societat de Química Industrial de París. Va marxar d'Espanya cap a 1938, durant la Guerra Civil.

## Invents i patents
- Perfeccionament en la construcció d'acumuladors o piles secundàries (24-XI_1891)[7]
- Perfeccionament en les matèries actives empleades en els acumuladors elèctrics (29-VII-1892)[7]
- Perfeccionament en els comptadors químics d'energia elèctrica (19-II-1894)[7]
- Perfeccionament en els ventiladors rotatius (18-IX-1896)[7]
- Perfeccionament en els motors elèctrics de corrent continu que desenvolupant un treball màxim consumeixen menys de 120 Wats amb potencial constant superior a 50 Wats (16-VIII-1897)[7]
- Perfeccionament en els suports per a pantalles fosforescents pels raigs X (20-XI-1897)[7]